# فيليب إم. بانون
فيليب إم. بانون (بالإنجليزية: Philip M. Bannon)‏ هو ضابط أمريكي، ولد في 12 مارس 1872 في جيساب (ماريلند) في الولايات المتحدة، وتوفي في 25 يونيو 1940.